# Màscara de xarxa
La màscara de xarxa és una combinació de bits que serveix per a delimitar l'àmbit d'una xarxa d'ordinadors. La seva funció és indicar als dispositius quina part de l'adreça IP és el número de la xarxa, inclosa la subxarxa, i quina part és la corresponent al host.

## Classes de màscares de xarxa
| Classe | Bits | Octet Inici | Octet Fi | Màscara en decimal | CIDR          |
| ------ | ---- | ----------- | -------- | ------------------ | ------------- |
| A      | 0    | 0           | 127      | 255.0.0.0          | /8            |
| B      | 10   | 128         | 191      | 255.255.0.0        | /16           |
| C      | 110  | 192         | 223      | 255.255.255.0      | /24           |
| D      | 1110 | 224         | 239      | sense definir      | sense definir |
| E      | 1111 | 240         | 255      | sense definir      | sense definir |